# Главно управление „Материално-техническо и медицинско осигуряване“
Главно управление „Материално-техническо и медицинско осигуряване“ е орган на Министерството на отбраната, отговарящ за вещевото снабдяване и медицинското осигуряване на българската армия.

## История
Създадено е през 1879 г. като Хазяйствено отделение при Министерство на войната. По-късно е преобразувано по съветски модел през февруари 1947 г. като Тил на войската. Тогава се въвежда и длъжността началник на тила, който е пряко подчинен на Министъра на отбраната. По отношение на учебното и мобилизационно дело е подчинен на Генералния щаб на българската армия. Формира се още Щаб на тила, който се състои планово-снабдителен отдел, превозен отдел и етапно-охранителен отдел. Към тила се създават следните отдели: военно-санитарен, автомобилен, интендантски, военна промишленост, ветеринарен, търговско-снабдителен и квартирно-строителен отдел. Същевременно се създават и длъжностите началник на тила на Въздушните войски, началник на тила на Морските войски, началник на тила на бронираните войски и на отделните армии, дивизии и полкове. На 19 август 1950 г. е създадено Народно военно тилово училище, което е пряко подчинено на началника на тила. Училището обучава офицери за нуждите на тиловите служби. Към него в началото функционира и Школа за запасни офицери за нуждите на тила. Военнопощенския номер на тила е първоначално 35570, а след това 22420 През 1973 г. структурата на тила се променя, тъй като се създава Командване на Сухопътните войски (КСВ) и там се създава началник на тила на КСВ. Тогава се създават и началник на Тила на ВВС и на тила на ВМФ. По това време структурата на тила е следната: отдел „Оперативна и бойна подготовка“, мобилизационно-окомплектовъчен отдел, военнонаучно отделение, отделение „Автоматизация и механизация на управлението на войските“, свързочно отделение. Личният състав към 1973 г. е около 75 000 души. Като самостоятелни отдели съществуват отдел „Горивно-смазочни материали“ (ГСМ), вещеви отдел, медицинско управление и транспортно управление.
През 1990 г. органите на тиловото осигуряване се сливат в Командване за материално-техническото и тилово осигуряване на българската армия. През 2000 г. се слива с медицинската служба на армията в Главно управление „Материално-техническо и медицинско осигуряване“

## Наименования
- Хазяйствено отделение при Министерство на войната (1879 – 1890)
- Домакинско отделение към Стопанския отдел на МВ (1890 – 1891)
- Домакинско отделение към Администривния отдел на МВ (1891 – 1930)
- Снабдително-превозно отделение при Щаба на войската (1931 – 1946)
- Тил на войската (1947 – 1950)
- Тил на БНА (1951 – 1990)
- Командване за материално-техническо и тилово осигуряване (1990 – 1992)
- Блок за материално-техническо и тилово осигуряване (1992 – 1993)
- Управление "Материално-техническо и тилово осигуряване" – ГЩ (1993 – 1993)
- Управление "Материално-техническо и медицинско осигуряване" (1994 – 1997)
- Главно управление "Материално-техническо и медицинско осигуряване" (1997 – 2006)
- Управление "Логистика" (2006 – 2008)
- Дирекция "Логистика" (2008 –        )

## Началници на тила на българската армия
- генерал-майор Асен Кръстев (23 юли 1945 – 1947)
- генерал-майор Стефан Бояджиев – до 1950
- генерал-майор Август Милчев (юни 1951 – 1954)
- генерал-майор Борис Копчев (1954 – 1956)
- генерал-майор (ген.-л.т от 1959) Георги Момеков (1956 – 1958)
- полковник (ген.-м-р от 1959) Герман Германов (1958 – 1981)
- генерал-майор Стоян Събев (1981 – 1989)

### Началници на управление „Тил“
- полковник Иван Цанков (1990 – 1992)
- полковник Георги Витанов (1992)
- полковник Йонко Ранков (1992 – 1997)

### Началници на Главно управление „Материално-техническо и медицинско осигуряване“
- полковник (бриг.ген. от 2000) Митко Анев (1997?-17 декември 2001)
- бригаден адмирал Нейко Атанасов (17 декември 2001 – 6 юни 2002)
- бригаден генерал Васил Върбанов (6 юни 2002 – 16 декември 2005)

## Директори на дирекция „Логистика“
- комодор Димитър Денев (1 юли 2009 – 3 май 2010)
- бригаден генерал Живко Михайлов (3 май 2010 – 26 март 2014), директор на дирекция „Логистика“
- бригаден генерал Валентин Кръстев (30 юни 2014 – 16 януари 2016)
- полковник (бр.ген. от 2018) Митко Григоров (от 1 юли 2016)

### Заместник-началник на тила на българската армия
- генерал-майор Стойчо Стойчев (1959 – 1985)
- полковник Иван Йорданов (1983 – 1990)
- полковник Димитър Дамянов (1985 – 1989)
- генерал-майор Петър Радулов (1989 – 1990)

### Началници на щаба на тила
- полковник Георги Дилчовски (1947)
- полковник Боян Бянов (1947-)
- генерал-майор Милко Милев (1981 – ?)

### Командващи Тил на ВМФ
- капитан I ранг Васил Петков Киров (1947 – 1956)
- Демирев (1956 – 1958)
- капитан I ранг Георги Янков (1958 – 1963)
- капитан I ранг Васил Мачев (1963 – 1972)
- контраадмирал Боян Станчев (1972 – 1980), заместник-командващ по тила
- Въжаров (1980 – 1982), временно изпълняващ длъжността
- контраадмирал Емил Станчев (1982 – 1988), заместник-командващ по тила
- контраадмирал Костадин Русков (1988 – 1993), заместник-командващ по тила

## Тил на ПВО и ВВС
- генерал-майор Лазар Белухов (1971 – 1977), заместник-командващ по тила
- генерал-майор Димитър Димитров (1977 – 1979), заместник-командващ по тила
- генерал-майор Димитър Велинов (1979 – 1987), заместник-командващ по тила
- полковник Богомил Камсийски (1987 – 1990), заместник-командващ по тила
- генерал-майор Иван Андреев (1990 – 1992), заместник-командващ по тила
- полковник Станю Станев (1990 – 1992), заместник-командващ по тила

### Тил на КСВ
- генерал-майор Панайот Чобанов, заместник-командващ по тила на КСВ (1973 – 1981)
- генерал-лейтенант Георги Христов, заместник-командващ по тила на КСВ (1981 – 1986)
- генерал-майор Петър Радулов (1986 – 1989)
- полковник Георги Иванов, заместник-началник на тила
- полковник Георги Стоичков, началник-щаб на тила
- полковник Атанас Костов, началник-щаб на тила
- полковник Траян Христов, заместник началник-щаб на тила
- генерал-майор Георги Кендеров, заместник началник-щаб на тила